# 1915 au Québec
Cet article traite des événements survenus en 1915 au Québec. 

## Événements

### Janvier
- 7 janvier : ouverture de la troisième session de la 13e législature (en)[1].
- 11 janvier : lors d'un discours à l'Assemblée législative, le premier ministre Lomer Gouin réclame justice pour la minorité francophone de l'Ontario brimée par le Règlement 17[2].
- 14 janvier : l'Assemblée législative adopte la Résolution Bullock, demandant au gouvernement ontarien de retirer le Règlement 17[3].
- 21 janvier : lors de son discours du budget, le trésorier Walter Mitchell annonce des dépenses de 7,5 millions de dollars pour l'année en cours[1].
- 25 janvier : des étudiants de l'Université Laval manifestent à Québec contre le Règlement 17[4].

### Février
- 9 février :
  - Pierre-Évariste Leblanc devient lieutenant-gouverneur à la suite de la mort de François Langelier[5].
  - le premier contingent canadien arrive en France et est transporté dans la région des Flandres[6].
- 12 février - La cour supérieure du Québec refuse aux femmes d'être admises au Barreau du Québec[7].
- 16 février : Joseph-Mathias Tellier donne sa démission comme chef du Parti conservateur du Québec. Philémon Cousineau lui succède[8].

### Mars
- 5 mars :
  - la session est prorogée[9].
  - fondation de la ville de Montréal-Nord[10].

### Avril
- 15 avril : la loi fédérale créant un impôt de guerre entre en vigueur[11].
- 19 avril : un premier Québécois, Édouard Fabre, remporte le marathon de Boston[12].
- 22 avril : les troupes canadiennes participent à la deuxième bataille d'Ypres[6].
- 30 avril : les premiers autobus circulent à Montréal[13].

### Mai
- 19 mai : à Montréal, au Monument national, Henri Bourassa fait un discours dans lequel il réclame le droit pour tous les francophones du Canada de pouvoir faire enseigner leurs enfants dans leur langue maternelle[14].
- 31 mai : le 22e Bataillon arrive en Angleterre[15].

### Juin
- 9 juin : le journal de Québec, L'Action sociale devient L'Action catholique[16].

### Juillet
- 2 juillet : la ville de Drummondville célèbre son centenaire[17].
- 6 juillet - La poudrerie de la Canadian Explosives Limited de Belœil explose, faisant six morts et des dizaines de blessés[18].
- 12 juillet : la Cour d'appel de l'Ontario maintient la validité du Règlement 17[19].
- 15 juillet : Charles C. Ballantyne, directeur de la Sherwin-Williams, et C. D. Dawson, président de la Canadian Cotton Company, annoncent qu'ils n'embaucheront plus ceux qui devraient être au front et qu'ils mettront à la porte les employés qui ne s'enrégimenteront pas[20].
- 16 juillet : une assemblée sur le campus de l'Université McGill réclame la conscription[20].
- 24 juillet : la censure de presse est mise en vigueur au Canada[21].
- 26 juillet : des manifestants anti-conscriptionnistes perturbent une assemblée de recrutement au Champ-de-Mars de Montréal[22].

### Août
- 2 août : le gouvernement Gouin annonce qu'il créera sept nouvelles paroisses en Abitibi. Il y a maintenant 1 200 personnes sur le territoire dont 600 à Amos[23].

### Septembre
- 12 septembre - La bibliothèque Saint-Sulpice (aujourd'hui la Bibliothèque Nationale du Québec) est inaugurée sur la rue Saint-Denis à Montréal[7].
- 15 septembre : le 22e Bataillon est au front[24].
- 23 septembre - Joseph Tremblay est le premier soldat canadien à mourir au front[25].

### Octobre
- 2 octobre : le député Ésioff-Léon Patenaude démissionne pour se présenter au fédéral. Le premier ministre Robert Borden le nomme ministre du Revenu[1].
- 6 octobre - Le major Adolphe Roy est le deuxième Canadien à mourir au front[25].
- 14 octobre : en Ontario, deux institutrices francophones, Diane et Béatrice Desloges, se voient retirer leurs certificats d'enseignement pour avoir enseigné le français à l'école malgré le Règlement 17[26].
- 22 octobre - Le McGill Graduates Stadium (futur stade Percival-Molson) est inauguré à Montréal[7].

### Novembre
- 2 novembre - La Cour d'appel rejette la requête d'Annie Langstaff, qui veut être admissible aux examens pour devenir avocate. Le juge Joseph Lavergne, qui se prononce pour l'admission des femmes au Barreau, enregistre sa dissidence[25].
- 9 novembre : à Sorel, un violent incendie détruit le Couvent des Sœurs de la Congrégation[27].
- 18 novembre : lancement à Saint-Joseph-de-Sorel du Coal Barge No. 6, futur B.F., destiné au ministère de la Marine et des Pêcheries[28].

### Décembre
- 2 décembre : le Président du Sénat du Canada, Philippe Landry, lance un manifeste dénonçant le Règlement 17[29].
- 16 décembre : Henri Bourassa lance son livre Que devons-nous à l'Angleterre?, qui énonce que le Canada n'a pas à défendre les intérêts de la Grande-Bretagne si les siens ne sont pas en jeu[30].

## Naissances
- Adrienne Choquette (écrivaine) († 1973)
- 8 janvier - Guy Mauffette (animateur de radio) († 30 juin 2005)
- 28 mars - Joseph Krakauskas (joueur de baseball) († 8 juillet 1960)
- 4 avril - Louis Archambault (sculpteur) († 27 janvier 2003)
- 9 avril - Daniel Johnson (père) (premier ministre du Québec) († 26 septembre 1968)
- 14 avril - Erwin Chamberlain (joueur de hockey) († 8 mai 1986)
- 17 avril - Guy Dufresne (réalisateur) († 29 juillet 1993)
- 17 juin - Marcel Cadieux (ambassadeur) († 19 mars 1981)
- 19 août - Alfred Rouleau (homme d'affaires) († 19 octobre 1985)
- 22 août - Jacques Flynn (sénateur) († 21 septembre 2000)
- 8 septembre - Benoît Lacroix (philosophe et médiéviste) († 2 mars 2016)
- 9 septembre - Carrier Fortin (homme politique) († 19 septembre 2007)
- Octobre - Wilbert Coffin (criminel) († 10 février 1956)
- 27 novembre - Yves Thériault (écrivain) († 20 octobre 1983)
- 13 décembre - Vincent-F. Chagnon (ancien maire de Lévis) († 15 janvier 1999)

## Décès
- 2 janvier - Trefflé Berthiaume (homme politique) (º 4 janvier 1848)
- 15 janvier - Guillaume Couture (musicien) (º 23 octobre 1851)
- 8 février - François Langelier (lieutenant-gouverneur du Québec) (º 24 décembre 1838)
- 14 juin - Antoine Audet (agriculteur et homme politique) (º 8 décembre 1846)
- 15 juin - Louis-Philippe-Adélard Langevin (personnalité religieuse) (º 23 août 1851)
- 19 juillet - Louis Beaubien (agriculteur, administrateur et homme politique) (º 27 juillet 1837)
- 22 juillet - Jean Prévost (homme politique) (º 17 novembre 1870)
- 10 septembre - Charles-Eugène Boucher de Boucherville (Premier ministre du Québec) (º 4 mai 1822)
- 15 septembre - Ernest Gagnon (écrivain) (º 7 novembre 1834)
- 23 octobre - Damase Dalpé dit Parizeau (homme politique) (º 1841)
- 13 novembre - Ludger Larose (peintre) (º 1er mai 1868)